# Naftalenid lithný
Naftalenid lithný je organická sloučenina se vzorcem Li+C10H −
8 . Používá se v laboratořích jako redukční činidlo a v organické a organokovové syntéze. Při pokusech o izolaci krystaluje v solvatované podobě ligandů vázaných na Li+.

## Příprava a vlastnosti
Naftalenid lithný se připravuje mícháním kovového lithia s naftalenem v etherovém rozpouštědle, obvykle tetrahydrofuranu nebo dimethoxyethanu. Vzniklá sůl je tmavě zelená. Jsou známy i jiné postupy.
Anion má silný EPR signál okolo g = 2,0. V ultrafialovo-viditelném spektru absorbuje na 463 a 735 nm.
Několik solvátů naftalenidu lithného bylo zkoumáno rentgenovou krystalografií. Vnější pár vazeb HC–CH je zkrácen o 3 pm a zbylých devět vazeb C–C prodloužených o 2–3 pm. , z čehož je zřejmé, že redukce vazby oslabuje.

## Reakce

### Redoxní
Při redukčním potenciálu vůči standardní vodíkové elektrodě −2,5 V je naftalenový radikálový anion silným redukčním činidlem.

### Protonace
Anion je silně zásaditý a reaguje s vodou a podobnými protickými látkami, jako jsou alkoholy. Těmito reakcemi vzniká dihydronaftalen:
2 LiC10H8 + 2 H2O → C10H10 + C10H8 + 2 LiOH

### Příprava ligandů
Z naftalenidů alkalických kovů se připravují komplexy naftalenu.

## Podobné sloučeniny
Soli s alkalickými kovy (hlavně sodíkem) vytváří i radikálové anionty odvozené od antracenu, na kation kovu lze přitom navazovat nejrůznější ligandy. Například je popsán komplex naftalenidu dilithného [Li(tmeda)2]2C10H8.